# Serie B 2005-2006 (hockey su pista)
La Serie B 2005-2006 è stata il torneo di terzo livello del campionato italiano di hockey su pista per la stagione 2005-2006.

Esso venne organizzato dalla Federazione Italiana Hockey e Pattinaggio.

La competizione è iniziata il 10 dicembre 2005 e si è conclusa il 14 maggio 2006.

Il torneo è stato vinto dal Correggio Hockey.

## Squadre partecipanti

### Girone A
- Agrate Brianza
- Amatori Lodi B
- Amatori Vercelli B
- ASH Lodi
- Novara B
- Roller Novara B
- Rotellistica 93

### Girone B
- Amatori Reggio Emilia B
- Correggio
- La Mela
- La Mela Boys
- Modena B
- Pico Mirandola
- Scandianese
- Roller Suzzara

### Girone C
- CGC Viareggio B
- Follonica B
- Mens Sana Siena
- Prato 1954
- Primavera Prato B
- Rotellistica Ceparanese
- Sarzana B
- SPV Viareggio

### Girone D
- Bassano 54 B
- Breganze B
- Goriziana
- Marzotto Valdagno B
- Montecchio M.
- Montecchio P.
- Pordenone 2004
- Roller Bassano B
- Sandrigo
- Trissino B

### Girone E
- CRESH Eboli
- Salernitana
- Roller Salerno B

## Prima fase

### Classifica Girone A
|  | Pos. | Squadra            | Pt | G  | V | N | S  | GF  | GS  | D    | Note |
|  | ---- | ------------------ | -- | -- | - | - | -- | --- | --- | ---- | ---- |
|  | 1.   | ASH Lodi           | 29 | 12 | 9 | 2 | 1  | 133 | 31  | +102 |      |
|  | 2.   | Roller Novara B    | 27 | 12 | 9 | 0 | 3  | 99  | 41  | +58  |      |
|  | 3.   | Amatori Lodi B     | 22 | 12 | 9 | 2 | 1  | 133 | 31  | +102 |      |
|  | 4.   | Agrate Brianza     | 19 | 12 | 6 | 1 | 5  | 95  | 56  | +39  |      |
|  | 5.   | Amatori Vercelli B | 22 | 12 | 6 | 0 | 6  | 52  | 92  | -40  |      |
|  | 6.   | Rotellistica 93    | 7  | 12 | 2 | 1 | 9  | 36  | 139 | -103 |      |
|  | 7.   | Novara B           | 1  | 12 | 0 | 1 | 11 | 24  | 140 | -116 |      |

### Classifica Girone B
|  | Pos. | Squadra                 | Pt | G  | V  | N | S  | GF  | GS  | D    | Note |
|  | ---- | ----------------------- | -- | -- | -- | - | -- | --- | --- | ---- | ---- |
|  | 1.   | Correggio               | 38 | 14 | 12 | 2 | 0  | 142 | 24  | +118 |      |
|  | 2.   | La Mela                 | 38 | 14 | 12 | 2 | 0  | 127 | 44  | +83  |      |
|  | 3.   | Amatori Reggio Emilia B | 27 | 14 | 9  | 0 | 5  | 82  | 55  | +27  |      |
|  | 4.   | Scandianese             | 21 | 14 | 7  | 0 | 7  | 72  | 67  | +5   |      |
|  | 5.   | Roller Suzzara          | 18 | 14 | 6  | 0 | 8  | 49  | 64  | -15  |      |
|  | 6.   | Pico Mirandola          | 13 | 14 | 4  | 1 | 9  | 53  | 90  | -37  |      |
|  | 7.   | Modena B                | 6  | 14 | 1  | 3 | 10 | 21  | 111 | -90  |      |
|  | 8.   | La Mela Boys            | 2  | 14 | 0  | 2 | 12 | 30  | 121 | -91  |      |

### Classifica Girone C
|  | Pos. | Squadra                 | Pt | G  | V  | N | S  | GF | GS | D   | Note |
|  | ---- | ----------------------- | -- | -- | -- | - | -- | -- | -- | --- | ---- |
|  | 1.   | Prato 1954              | 36 | 14 | 12 | 0 | 2  | 82 | 44 | +38 |      |
|  | 2.   | Follonica B             | 28 | 14 | 9  | 1 | 4  | 85 | 66 | +19 |      |
|  | 3.   | CGC Viareggio B         | 26 | 14 | 8  | 2 | 4  | 68 | 55 | +13 |      |
|  | 4.   | Rotellistica Ceparanese | 26 | 14 | 8  | 2 | 4  | 65 | 53 | +12 |      |
|  | 5.   | SPV Viareggio           | 18 | 14 | 6  | 0 | 8  | 68 | 63 | +5  |      |
|  | 6.   | Sarzana B               | 13 | 14 | 4  | 1 | 9  | 58 | 85 | -27 |      |
|  | 7.   | Primavera Prato B       | 9  | 14 | 3  | 0 | 11 | 57 | 71 | -14 |      |
|  | 8.   | Mens Sana Siena         | 8  | 14 | 2  | 2 | 10 | 50 | 96 | -46 |      |

### Classifica Girone D
|  | Pos. | Squadra             | Pt | G  | V  | N | S  | GF  | GS  | D   | Note |
|  | ---- | ------------------- | -- | -- | -- | - | -- | --- | --- | --- | ---- |
|  | 1.   | Sandrigo            | 42 | 16 | 14 | 0 | 2  | 116 | 33  | +83 |      |
|  | 2.   | Montecchio P.       | 39 | 16 | 13 | 0 | 3  | 86  | 54  | +32 |      |
|  | 3.   | Marzotto Valdagno B | 33 | 16 | 11 | 0 | 5  | 66  | 46  | +20 |      |
|  | 4.   | Bassano 54 B        | 31 | 16 | 10 | 1 | 5  | 77  | 61  | +15 |      |
|  | 5.   | Breganze B          | 30 | 16 | 10 | 0 | 6  | 90  | 51  | +39 |      |
|  | 6.   | Trissino B          | 21 | 16 | 7  | 0 | 9  | 80  | 77  | +3  |      |
|  | 7.   | Pordenone 2004      | 9  | 16 | 3  | 0 | 13 | 58  | 132 | -74 |      |
|  | 8.   | Montecchio M.       | 7  | 16 | 2  | 1 | 13 | 59  | 117 | -58 |      |
|  | 9.   | Roller Bassano B    | 3  | 16 | 1  | 0 | 15 | 41  | 102 | -61 |      |
|  | 10.  | Goriziana           | 0  | 0  | 0  | 0 | 0  | 0   | 0   | 0   |      |

### Classifica Girone E
|  | Pos. | Squadra          | Pt | G | V | N | S | GF | GS | D   | Note |
|  | ---- | ---------------- | -- | - | - | - | - | -- | -- | --- | ---- |
|  | 1.   | Salernitana      | 16 | 7 | 5 | 1 | 1 | 44 | 25 | +19 |      |
|  | 2.   | Roller Salerno B | 8  | 7 | 2 | 2 | 3 | 26 | 31 | -5  |      |
|  | 3.   | CRESH Eboli      | 4  | 6 | 1 | 1 | 4 | 21 | 35 | -14 |      |

## Final Six

### Girone A
|           | Incontri girone A        |       |
| --------- | ------------------------ | ----- |
| 13-5-2006 | ASH Lodi - Montecchio P. | 6 - 6 |
| 13-5-2006 | Montecchio P. - Prato    | 5 - 3 |
| 13-5-2006 | Prato - ASH Lodi         | 3 - 4 |

|   | Squadra       | PT | G | V | N | P | RFT | RST | diff. |
| - | ------------- | -- | - | - | - | - | --- | --- | ----- |
| Q | Montecchio P. | 4  | 2 | 1 | 1 | 0 | 11  | 9   | +2    |
| Q | ASH Lodi      | 4  | 2 | 1 | 1 | 0 | 10  | 9   | +1    |
|   | Prato 1954    | 0  | 2 | 0 | 0 | 2 | 6   | 9   | -3    |

### Girone B
|           | Incontri girone A       |       |
| --------- | ----------------------- | ----- |
| 13-5-2006 | Correggio - Sandrigo    | 1 - 4 |
| 13-5-2006 | Sandrigo - Salernitana  | 2 - 0 |
| 13-5-2006 | Salernitana - Correggio | 0 - 2 |

|   | Squadra     | PT | G | V | N | P | RFT | RST | diff. |
| - | ----------- | -- | - | - | - | - | --- | --- | ----- |
| Q | Sandrigo    | 6  | 2 | 2 | 0 | 0 | 6   | 1   | +5    |
| Q | Correggio   | 3  | 2 | 1 | 0 | 1 | 3   | 4   | -1    |
|   | Salernitana | 0  | 2 | 0 | 0 | 2 | 0   | 4   | -4    |

### Semifinali
| Squadra 1     | Squadra 2 | Risultato                  |
| ------------- | --------- | -------------------------- |
| Montecchio P. | Correggio | 14 maggio 2006 - ore 11:00 |
| Montecchio P. | Correggio | 3 - 4                      |
| Sandrigo      | ASH Lodi  | 14 maggio 2006 - ore 12:00 |
| Sandrigo      | ASH Lodi  | 5 - 6 (dtr)                |

### Finale 5º - 6º posto
| Squadra 1  | Squadra 2   | Risultato                 |
| ---------- | ----------- | ------------------------- |
| Prato 1954 | Salernitana | 14 maggio 2006 - ore 9:30 |
| Prato 1954 | Salernitana | 2 - 0 (tav.)              |

### Finale 3º - 4º posto
| Squadra 1 | Squadra 2     | Risultato                  |
| --------- | ------------- | -------------------------- |
| Sandrigo  | Montecchio P. | 14 maggio 2006 - ore 15:00 |
| Sandrigo  | Montecchio P. | 5 - 3                      |

### Finale 1º - 2º posto
| Squadra 1 | Squadra 2 | Risultato                  |
| --------- | --------- | -------------------------- |
| Correggio | ASH Lodi  | 14 maggio 2006 - ore 18:00 |
| Correggio | ASH Lodi  | 7 - 4                      |

## Verdetti
- Correggio Hockey: Promosso in Serie A2 2006-2007